# Planalto do Sul
Planalto do Sul é um distrito do município brasileiro de Teodoro Sampaio, no interior do estado de São Paulo.

## História

### Origem
O bairro Planalto do Sul foi fundado em território do município de Presidente Venceslau no início da década de 50, sendo incorporado ao novo município de Marabá Paulista em 1953.
Por ser muito distante da sede seus moradores, através de um plebiscito, votaram para que o então bairro rural de Planalto do Sul passasse à pertencer ao novo município de Teodoro Sampaio, cuja distância era menor, cerca de 30 km.

### Formação administrativa
- Pedido para criação do distrito através de processo que deu entrada na Assembléia Legislativa do Estado de São Paulo no ano de 1968, mas o processo foi arquivado[3].
- Distrito criado pela Lei n° 4.954 de 27/12/1985, com sede no Bairro de Planalto do Sul e com território desmembrado do distrito de Teodoro Sampaio[4][5].

### Pedido de emancipação
O distrito tentou a emancipação político-administrativa e ser elevado à município, através de processo que deu entrada na Assembléia Legislativa do Estado de São Paulo no ano de 1998, mas o processo encontra-se com a tramitação suspensa.

## Geografia

### Demografia

#### População urbana
| Crescimento população urbana | Crescimento população urbana | Crescimento população urbana | Crescimento população urbana |
| Censo                        | Pop.                         |                              | %±                           |
| ---------------------------- | ---------------------------- | ---------------------------- | ---------------------------- |
| 1991                         | 1 304                        |                              | —                            |
| 2000                         | 1 115                        |                              | −14,5%                       |
| 2010                         | 1 067                        |                              | −4,3%                        |
| Fonte: IBGE e Fundação SEADE |                              |                              |                              |

#### População total
Pelo Censo 2010 (IBGE) a população total do distrito era de 1 989 habitantes.

### Área territorial
A área territorial do distrito é de 321,262 km².

### Rodovias
O principal acesso ao distrito é a estrada vicinal Teodoro Sampaio - Planalto do Sul.

## Serviços públicos

### Registro civil
Feito na sede do município, pois o distrito não possui Cartório de Registro Civil das Pessoas Naturais.

### Saneamento
O serviço de abastecimento de água é feito pela Companhia de Saneamento Básico do Estado de São Paulo (SABESP).

### Energia
A responsável pelo abastecimento de energia elétrica é a Neoenergia Elektro, antiga CESP.

### Telecomunicações
O distrito era atendido pela Telecomunicações de São Paulo (TELESP), que inaugurou a central telefônica utilizada até os dias atuais. Em 1998 esta empresa foi vendida para a Telefônica, que em 2012 adotou a marca Vivo para suas operações.

## Religião
O Cristianismo se faz presente no distrito da seguinte forma:

### Igreja Católica
- A igreja faz parte da Diocese de Presidente Prudente[18].

### Igrejas Evangélicas
- Congregação Cristã no Brasil[19].